# A Tribute to Al Jolson
Albums de Maurice Chevalier
Maurice Chevalier Sings Broadway
(1959) Life Is Just a Bowl of Cherries
(1960)
A Tribute to Al Jolson ou A Salute to Al Jolson est l'un des six albums américains enregistrés par Maurice Chevalier entre 1958 et 1960. Il est entièrement composé de reprises de succès d'Al Jolson, décédé en 1950.

## Liste des titres
1. "California, Here I Come" - 1:50
2. "My Blushin' Rosie" - 2:32
3. "I'll Say She Does" - 2:25
4. "Rock-a-Bye Your Baby with a Dixie Melody" - 2:42
5. "Sonny Boy" - 3:07
6. "My Mammy" - 2:22
7. "Swanee" - 2:16
8. "It All Depends on You" - 2:45
9. "Toot, Toot, Tootsie!" - 1:56
10. "When the Red, Red Robin (Comes Bob, Bobbin' Along)" - 2:40
11. "For Me and My Girl" - 1:54
12. "Waiting for the Robert E. Lee" - 1:50